# Alabama (film)
Alabama – polski film obyczajowy z 1984 roku w reżyserii Ryszarda Rydzewskiego. Scenariusz napisał Rydzewski wspólnie z Ewą Przybylską. Zdjęcia kręcono w Warszawie.

## Opis fabuły
Na początku filmu poznajemy studentów medycyny – Piotra i Bożenę. Są parą wbrew woli jej rodziców. Jednak trudno im wiązać koniec z końcem, nie układa im się w związku. Kiedy Bożena nakrywa narzeczonego z kochanką, odchodzi.
W nocy zostaje napastowana przez jakiegoś pijaka. Pomaga jej Joe, znajomy Anny (kochanki Piotra). Zabiera Bożenę do siebie i daje jej narkotyki.

## Obsada
- Maria Probosz − jako Bożena Słucka
- Beata Maj − jako Anna
- Grzegorz Matysik − jako Piotr Pitera, chłopak Bożeny
- Teresa Lipowska − jako matka Bożeny
- Zdzisław Kozień − jako ojciec Bożeny
- Włodzimierz Adamski − jako diler "Joe"
- Jerzy Łuszcz − jako lekarz Jerzy, kolega Piotra
- Marta Szmigielska − jako Janina
- Małgorzata Bogdańska − jako narkomanka
- Irena Malkiewicz − jako właścicielka wynajmowanego mieszkania
- Mirosława Marcheluk − jako stryjna Piotra
- Leszek Piskorz − jako znajomy Anny wynajmujący Bożenie mieszkanie
- Monika Alwasiak − jako Monika, siostra Bożeny
- Maria Białobrzeska − jako Sędzia
- Aleksander Benczak − jako stryj Piotra
- Zbigniew Buczkowski − jako kierowca karetki pogotowia
- Brunon Bukowski − jako lekarz dyżurny
- Grażyna Dyląg
- Renata Frieman
- Katarzyna Gałaj − jako rejestratorka
- Jan Hencz − jako asystent
- Dymitr Hołówko − jako asystent
- Jerzy Kaczmarowski − jako Robert, lekarz sporządzający obdukcję Bożeny
- Katarzyna Kaczmarek
- Eugeniusz Korczarowski
- Jerzy Krasuń
- Roman Kosierkiewicz − jako sprzedawca choinek
- Tadeusz Kożusznik
- Magdalena Michalak − jako koleżanka Bożeny
- Jerzy Zygmunt Nowak − jako pielęgniarz Maniuś
- Paweł Okoński
- Danuta Rynkiewicz − jako pielęgniarka oddziałowa
- Barbara Szymanowska − jako protokolantka sądowa
- Marcel Szytenchelm − jako student
- Marzena Tokarska − jako młoda pielęgniarka
- Urszula
- Zbigniew Bartosiewicz − jako złodziej w autobusie
- Janusz Dziubiński
- Zdzisław Rychter − jako bandyta zaczepiający Bożenę w parku